# 2023年露朝首脳会談
2023年露朝首脳会談（2023ねんろちょうしゅのうかいだん）は、2023年9月12日に行われたロシアと北朝鮮の首脳会談である。ボストチヌイ宇宙基地でロシアの大統領ウラジーミル・プーチンと北朝鮮の総書記金正恩が会談した。両者が直接対面して会談するのは2019年4月の会談以来4年半ぶり2度目のことである。
2020年に北朝鮮で新型コロナウイルス感染症の流行が始まってから初めての金正恩の外遊となる。また、ロシアのウクライナ侵攻において起こったとされる子どもたちの不法移送への関与の容疑で国際刑事裁判所がプーチンの逮捕状を発している中で行われた。ただし、ロシアと北朝鮮は国際刑事裁判所ローマ規程の締約国ではない（ロシアは2016年に締約国ではないと表明した）。

## 会談
2023年9月上旬、金が同月中にロシアを訪問する可能性があると報じられた。9月10日、金が2019年のロシア訪問で使った装甲列車で平壌を出発した後に両国から発表された。ロシアが軍事偵察衛星の開発援助と食糧支援を行う代わりに、北朝鮮がソビエト連邦時代の弾薬の備蓄を提供することを中心に会談が行われた可能性が指摘されている。
金は9月12日にロシアに到着し、会談で西側に対するロシアの「神聖な戦い」への支持を表明した上で「ロシア政府が講じたすべての措置を支持する」と述べた。ロシアは北朝鮮の衛星開発を援助するのかと問われると、プーチンは「それがここに来た理由だ」と述べた。
金は会談後もロシアに滞在し、15日にはコムソモリスク・ナ・アムーレにある航空機工場を視察し、戦闘機のSu-57やSu-35などを見学した。16日にはセルゲイ・ショイグ国防相とともにウラジオストクを訪問して爆撃機のTu-160やフリゲート艦のマルシャル・シャポシニコフ、極超音速ミサイルのキンジャールなどを視察した。
会談後の14日、ロシアのドミトリー・ペスコフ大統領報道官はプーチンが金からの訪朝招請を受け入れたこと、セルゲイ・ラブロフ外務相が10月に訪朝する予定であることを明かした。

## 反応
アメリカ合衆国のジョン・カービー国家安全保障会議戦略広報調整官は13日の記者会見で二国間の首脳会談を注視しているとし、軍事協力を巡って制裁措置を強化する可能性についてもほのめかしたほか、韓国の金暎浩統一部長官も懸念を表明した。
2日後、ウクライナの大統領ウォロディミル・ゼレンスキーは、韓国の国土交通部長官元喜龍と会談し、ウクライナの復興のための23億ドルの財政支援とウクライナの主権と領土保全への支持に感謝の意を表明した。
また、会談後の15日にソチでプーチンとベラルーシのアレクサンドル・ルカシェンコ大統領が会談し、ルカシェンコは北朝鮮を含めた3か国間の協力を提案した。